# Pardosa abagensis
Pardosa abagensis là một loài nhện trong họ Lycosidae.
Loài này thuộc chi Pardosa. Pardosa abagensis được Vladimir I. Ovtsharenko miêu tả năm 1979.